# (31032) Scheidemann
(31032) Scheidemann est un astéroïde de la ceinture principale.

## Description
(31032) Scheidemann est un astéroïde de la ceinture principale. Il fut découvert le 20 avril 1996 à La Silla par Eric Walter Elst. Il présente une orbite caractérisée par un demi-grand axe de 2,29 UA, une excentricité de 0,11 et une inclinaison de 1,5° par rapport à l'écliptique.

## Compléments